# 孙易彬
孙易彬（1920年10月—1988年10月27日），福建省泉州府惠安县张坂镇崧山洋厝村（现福建省泉州市惠安县张坂镇崧山洋厝村）人  。孙易彬是返回中国参加抗日战争的菲律宾华侨。

## 生平
孙易彬出生于1920年10月。9岁时，跟随父亲前往菲律宾谋生。1932年，考入菲律宾怡朗市华侨商校中学部。1936年6月，加入中国共产党外围组织“菲律宾怡朗华侨救亡协会”的“少年剧团”。9月，参加救亡会为纪念“九一八”事变五周年举行的集会、劝捐、义演、义卖等活动。1937年七七事变后，“少年剧团”在菲律宾公演《放下你的鞭子》时饰演剧中锄奸青年的农民。此外，他还常带领学生会的成员发战报，宣传平型关大捷、杨明堡火烧敌机等抗战事迹，以及参加拒日货的检查活动。
1938年8月，孙易彬、李烈、许飞鹏、黄子英、戴碧轩、郭华忠、王精华等7人，最大26岁（李烈），最小18岁（孙易彬），回到中国参加抗日战争，为菲律宾第三批归国抗战华侨。离开怡朗时，七人发表向侨胞告别书，不少侨胞到码头送行。到达香港后，廖承志亲自安排，将他们与马来西亚等地来的8名华侨青年合为一个大组，起名为菲马华侨西北战地服务团。 随后他们乘小船由香港开往广东雷州半岛，转乘汽车进入广西玉林，经柳州到达桂林。然后转火车驶向衡阳。后他们又乘坐运煤列车经株洲到达长沙。在长沙，他们找到八路军办事处，董必武接见时说：“难得你们不远千里而来”，给大家很大的鼓舞。在从长沙奔赴延安的途中，由于没有汽车，他们先乘渡船到南县，再到沙市。此时，前方既无水路也没有公路，只得步行了。第一天走30公里，脚都起泡了，但他们还是坚持下来。到达老河口时，王精华患急病住院，不能前行。剩下的一行6人又乘汽车离开了老河口，走不远，公路不通，又改为徒步。到南阳，遇上国民党的军用车，经重金酬谢，司机让他们搭车到了西安。在西安八路军办事处，他们受到林伯渠的接见，随后他们又连续十多天步行，走了300多公里于10月，到达延安，行程总计10000多华里。
孙易彬1938年11月进入陕北公学学习，1939年1月转入抗日军政大学学习，7月加入中国共产党。1946年，孙易彬调任太岳军区司令部作战参谋。1947年8月，太岳军区组建“晋冀鲁豫第九纵队”(司令员秦基伟)任纵队司令部作战科参谋，随刘邓大军挺进中原，突入豫西地区。10月29日，九纵参加伏牛山东麓的战役，因没有地图，部队行动遇到很大困难，孙易彬从友邻部队借来一份五万分之一的地图，带领几个参谋连夜缮写，印制成简单地图，下发部队，解决部队行动之急需，后九纵在此次作战中全歼国军新编第三师，是役后，孙易彬升任作战科副科长。1948年1月，孙易彬被纵队直属党委记一等功，并授予“人民功臣”奖章，同年随九纵参加平汉战役、洛阳战役、宛西战役、开封战役、淮海战役，淮海战役期间，由于作战科工作出色，1948年11月纵队党委给作战科记集体一等功。1949年1月，九纵队改编为15军，升任军务科长，参加渡江战役，作为野战军渡江作战右翼第一梯队，突破长江防线，南下直抵闽北建瓯、南平地区，又随军南下相继参加了广东战役，广西战役，及接受云南的任务。
1950年，孙易彬任云南军区干部部组织统计科长，1952年，选调北京马列学院学习，1955年选派入南京军事学院学习，同年被授予三级独立自由勋章、三级解放勋章，后留校任政治教研室教员。1969年，南京军事学院解散后，调任贵州省安顺军分区副政委。1978年，调往南京高级步兵学校任党史教研室副主任。1980年离休。1988年被授予二级红星功勋荣誉章。
1988年10月27日，突发脑溢血，病逝于南京军区总医院，終年68歲。